# Can Maolà
Can Maholà és una masia situada a Beuda (Garrotxa) protegida com a bé cultural d'interès local. Actualment ofereix espais per al turisme rural.

## Història
La primera datació que se'n té és de fa 800 anys, en un pergamí. I la primera persona de qui es té constància en relació amb la casa és Bartomeu Maholà, que el 13 de febrer de 1148 va obtenir la custòdia d'unes terres. Però no va ser fins al 1507 que les persones que hi vivien van aconseguir-ne la plena propietat: va ser Margarida Maholà, que va aconseguir la directa senyoria de la casa. L'aspecte que té actualment és fruit bàsicament dels canvis fets durant el segle xviii. De tota manera, a finals del segle XX es va refer tota l'estructura de la casa, des dels fonaments fins a la teulada.
Un dels episodis històrics més rellevants en què es van veure involucrats els habitants d'aquestes terres va ser la Guerra del Francès (1808-1814). Després de la guerra en què fou assassinat Ramon Maholà i Llongarriu, la masia fou fortificada, i avui en dia encara conserva dues torretes o garites de vigilància.

## Masia
Beuda és un municipi disseminat amb quatre nuclis: Beuda on hi ha l'ajuntament, Palera, Segueró i Lligordà i la masia forma part del poble disseminat de Lligordà, estant el seu nucli presidit per l'església romànica de Sant Pere. La masia s'alça damunt d'un turó i fou casal fortificat. A l'angle nord-est d'aquest conjunt es pot veure una torre sobrealçada que s'utilitzà com a colomar. És de planta irregular, amb un ampli cos central d'estructura rectangular i teulat a dues aigües, amb els vessants vers les façanes laterals; disposa de baixos i dos pisos superiors. Annexa al casal hi ha la casa dels masovers, que té el teulat a dues aigües, disposant de baixos, dos pisos i golfes. L'aparell constructiu és ric, utilitzant carreus ben treballats per fer les obertures i els cantoners. Una àmplia eixida va ser construïda a l'angle sud-oest i correspon a una ampliació posterior a la fàbrica primitiva on hi havia un trull d'oli (actualment desmuntat).